# جوي غوبل
جوي غوبل (بالإنجليزية: Joey Goebel)‏ (2 نوفمبر 1980، هندرسون في الولايات المتحدة)؛ كاتِب، مؤلِف أغانٍ وروائي أمريكي.